# Józef Fredro
Józef Benedykt Fredro herbu Bończa – polski szlachcic, chorąży łomżyński, poseł z ziemi sanockiej na sejm elekcyjny 1764 roku, sędzia kapturowy ziemi sanockiej w 1764 roku.
Dziadek komediopisarza, pamiętnikarza i poety Aleksandra Fredro.

## Życiorys
Józef Benedykt Fredro urodził się prawdopodobnie po 1721 r. Był synem Antoniego z Pleszowic Fredro i Barbary Konopackiej. Pobrali się w 1721 r. i od razu zabezpieczyli swoje dożywocie. Małżonkowie spisali w sądzie sanockim akt wspólnoty majątkowej na mocy którego w przypadku śmieci jednego z nich partner otrzymywał do dożywotniej dyspozycji cały majątek.
Józef Benedykt, chorąży łomżyński, poślubił w 1753 r. wdowę po hrabim Józefie Butlerze, Teresę z Urbańskich, córkę Michała Urbańskiego herbu Nieczuja i Elżbiety Dubrawskiej. Podobnie jak jego rodzice, małżonkowie zapisali sobie w sądzie grodzkim w Sanoku dożywocie. W skład majątku wchodziły wsie: Cisna, Hoczew i przyległą do niej Żerdenkę, a także Bachlowa, Chabkowice, Dołżyna, Przysłupie, Krzywe, Liszna oraz dziedziczna wieś Teresy Dziurdziów. Wspólny majątek stanowiła też suma 40 tys. złotych, jaką wniosła żona Józefa Benedykta po ślubie. Była ona zabezpieczona na jej wsi dziedzicznej, którą arendował jej brat Józef Urbański. Cały majątek Fredrów liczył ponad osiemnaście tysięcy morgów.

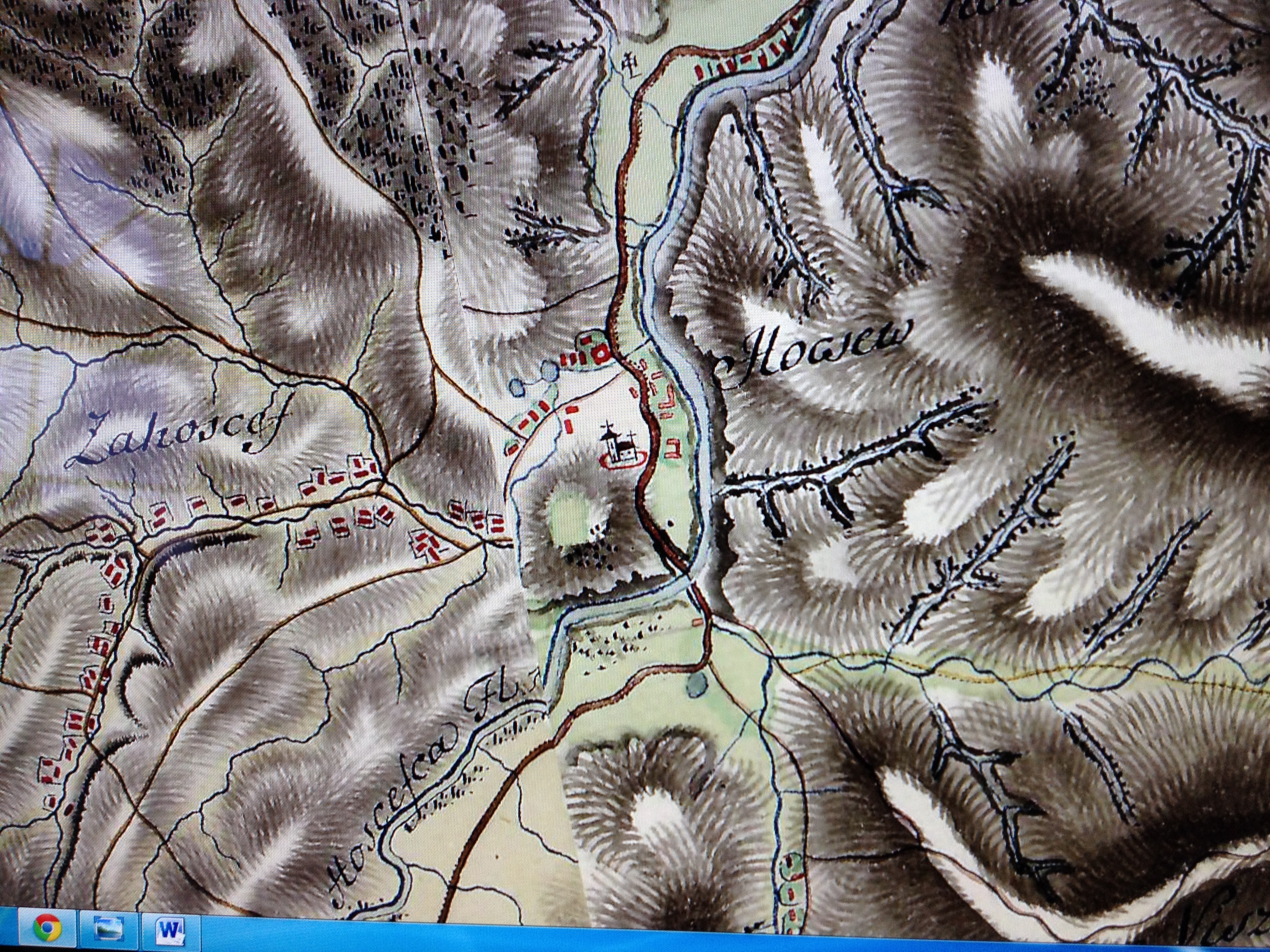
Hoczew, frag. mapy z 1779 r.

Małżonkowie zamieszkali w Hoczwi, razem z córkami Teresy z poprzedniego małżeństwa. Tam urodziła się ich czwórka dzieci: Konstanty, Jacek oraz dwie córki Elżbieta i Zofia. Dzieci nie były posyłane do żadnych szkół i prawdopodobnie odbierały jedynie podstawowe wykształcenie od guwernerów. Ojciec wpoił im elementarne prawdy, że najważniejszą komórką społeczną jest rodzina. Zaszczepił też w synach miłość do ziemi sanockiej. Zabierał ich do odległej o trzy mile Cisny, która była drugim co do wielkości majątkiem, w skład którego wchodził folwark, cerkiew, karczma oraz młyn i tartak.
Józef Benedykt miał gwałtowny charakter i wdawał się w długotrwałe i rujnujące procesy m.in. z Janem Klemensem Branickim i miecznikiem Strzeleckim. W rezultacie pozostawił swój majątek poważnie uszczuplony a jedna ze wsi, Bereźnica Wyżna, dana początkowo pod zastaw, przeszła na własność Jana Błońskiego.
Brał udział w sejmiku generalnym ruskim obradującym w Sądowej Wiszni po śmierci króla Augusta III, a także w sejmie elekcyjnym, gdzie złożył swój podpis pod wyborem Stanisława Augusta Poniatowskiego na króla Polski w dniu 7 września 1764 r. Prawdopodobnie w 1767 r. przystąpił do konfederacji radomskiej. Zmarł ok. 1780 r.
Pasierbica, hrabianka Józefa Butlerówna poślubiła Krzysztofa Niemirowicza-Szczytt, Anna Jana Wisłockiego a Antonina Kazimierza Ossolińskiego. Najstarszy syn, Konstanty ukończył seminarium a następnie był kanonikiem przemyskim i proboszczem krzywieckim. Zofia poślubiła Jana Kazimierza Zielonkę a Elżbieta wstąpiła do klasztoru. W 1782 r. Jacek poślubił Mariannę z Dembińskich. Z tego związku urodził się komediopisarz, pamiętnikarz i poeta Aleksander Fredro. Po śmierci męża Teresa wyszła po raz trzeci za mąż za barona Józefa Bobowskiego, a po jego śmierci zamieszkała z synem Jackiem. W 1822 r. Konstanty i Jacek uzyskali tytuł hrabiowski z nadania cesarza austriackiego Franciszka I.